# 스티브 래시
스티브 래시(Steve Rash)는 미국의 영화 감독이자 프로듀서이다. 버디 홀리 스토리, 연애학 개론, 브링 잇 온 3, 브링 잇 온 4: 에버 등의 영화에 참여한 것으로 알려져 있다.